# Robert Gifford, 2. Baron Gifford
Robert Francis Gifford, 2. Baron Gifford (* 19. März 1817 in London; † 13. Mai 1872) war ein britischer Peer.

## Leben
Er war der älteste Sohn von des Juristen und Politikers Robert Gifford, 1. Baron Gifford und dessen Frau Harriet Maria Drewe, Tochter des Reverend Edward Drewe, Pfarrer in Willand. Er hatte sechs Geschwister.
Beim Tod seines Vaters erbte er am 4. September 1826 dessen Adelstitel als Baron Gifford und den damit verbundenen Sitz im House of Lords.
Am 2. April 1845 heiratete er Frederica Charlotte FitzHardinge Berkeley, Tochter des Admirals Maurice Berkeley, 1. Baron FitzHardinge. Mit ihr hatte er acht Töchter und vier Söhne, darunter sein ältester Sohn Edric Gifford, der ihn 1872 als Baron Gifford beerbte, und sein dritter Sohn Edgar Gifford, der den Titel bei dessen kinderlosem Tod 1911 übernahm.